# Magnus Rongedal

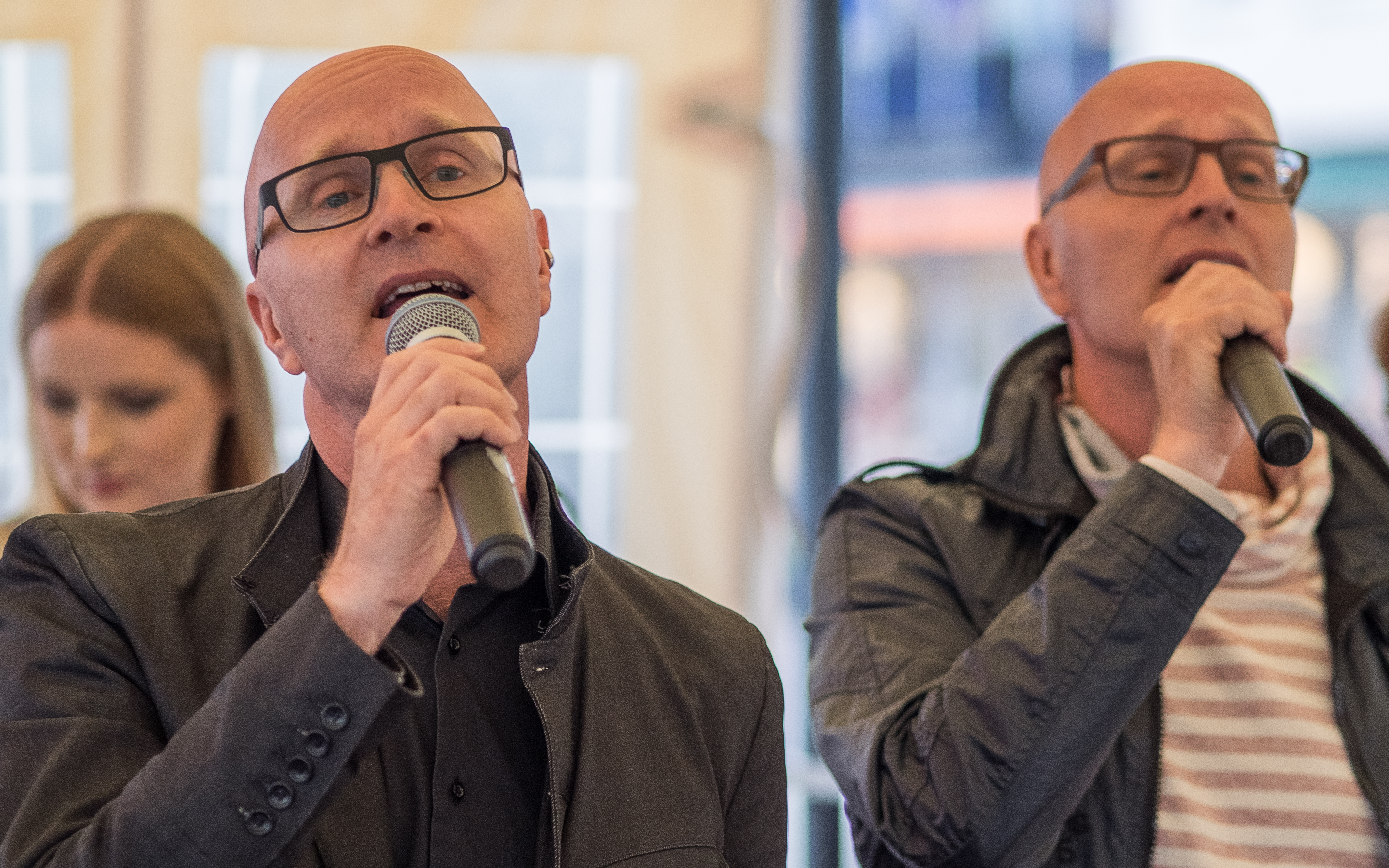
Magnus och Henrik Rongedal i juli 2014.

Bo Magnus Rongedal, tidigare Bergström, född 16 april 1965 i Helga Trefaldighets församling, Uppsala län, är en svensk sångare och låtskrivare, ursprungligen värmlänning från Molkom.

## Biografi
Magnus Rongedal körade, tillsammans med tvillingbrodern Henrik, bakom Pontus & Amerikanernas hyllade album Via Satellit 1990. Några år senare bildade han under artistnamnet Big tillsammans med P&A-medlemmen Lars Yngve Johansson  gruppen Big Money under tidigt 1990-tal. De beslöt att ta en paus 1994, efter albumet "Moonraker", som bara sålde hälften så bra som det första "Lost in Hollywood". Rongedal och Johansson träffades åter hösten 2006 och planer på ett fortsatt arbete kan inte uteslutas. "Kanske en musikal 2022" sa Rongedal i en radiointervju i P4-programmet "Kalas", 20 februari 2007.
Rongedal har tillsammans med sin bror körat bakom Electric Banana Band. De skrev låten Mi amor i Melodifestivalen 2006. Bröderna medverkade också tillsammans i TV-programmen Så ska det låta och Doobidoo 2007.
Rongedal deltog i Melodifestivalen 2008 tillsammans med sin tvillingbror Henrik Rongedal under artistnamnet Rongedal.
Rongedal är en av de svenska rösterna i den tecknade TV-serien Den lilla sjöjungfruns äventyr, inspelad under tidigt 1990-tal. Han är också rösten till Megamind i filmen Megamind